# La banda de Zoé
La banda de Zoé es una serie de libros infantiles creados por la escritora y presentadora de televisión Ana García-Siñeriz y el ilustrador Jordi labanda.
La serie sigue las aventuras de un grupo de amigos preadolescentes que resuelven misterios al estilo de las obras de Enyd Blyton. Cada libro suele estar ambientado en un país diferente.

## Personajes
- Zoé: Es una niña pecosa e inquieta, en el colegio la apodan zo-penca. Sus padres están divorciados y viven en ciudades diferentes. Cuando no esta en clase viaja por el mundo resolviendo misterios junto a su banda. Su comida preferida es la tarta de chocolate con quesito.
- Marc: Es el único chico de la banda. Es un gran lector, tiene un saber enciclopédico y de mayor quiere ser escritor.
- Alex: Es la experta en tecnología de la banda, no hay ordenador que se le resista. Le gusta llevar el pelo corto, pantalones a cuadros y de mayor quiere ser astronauta.
- Liseta: es la amiga intuitiva de Zoé. Es una fanática de la moda y posee un bolso muy especial del que siempre salen las cosas más útiles. Es muy presumida y odia hacer deporte, sudar o despeinarse.
- Kira: es una perra golden retrieveraunque no es de raza pura. Llegó a la protectora de animales donde trabaja la madre de Zoé. Tiene un gran olfato y sabe ladrar en clave para comunicarse con los humanos.

## Títulos de la colección
- 1. Los dos mundos de Zoé.
- 2. ¡Elemental, querida Zoé!
- 3. ¡Esto sí que es Hollywood!
- 4. Zoé loves NY.
- 5. Zoé y la princesa romana.
- 6. Sayonara, Zoé.
- 7. Zoé en Barcelona.
- 8. ¡Vaya lío en Río!
- 9. Misterio en Venecia.
- 10. ¡Salvemos el planeta, Zoé!
- 11. Zoé en la tierra de las estrellas.

Existe además una serie de libros en tapa blanda englobados bajo el título Zoé: top secret que es muy guay